# Луций Куспий Камерин
Луций Куспий Камерин (лат. Lucius Cuspius Camerinus) — римский политический деятель начала II века.
Камерин происходил из италийского рода Куспиев, осевшего в малоазиатском городе Пергам. Он был включен в состав сената, предположительно, в правление императора Нервы или Траяна. В 126 году Камерин занимал должность консула-суффекта вместе с Гаем Сением Севером. Его супругой, предположительно, была Пактумея Магна, происходившая из Северной Африки. Их сыном был консул 142 года Луций Куспий Пактумей Руфин.